# Prosthaptus comicus
Prosthaptus comicus es una especie de coleóptero de la familia Cantharidae.

## Distribución geográfica
Habita en Congo, Kinshasa.